# Be Yourself Tonight
Be Yourself Tonight je peti studijski album britanskog sastava Eurythmics. Album je označio odmicanje sastava od synth popa ka komercijalnom pop rocku.

## Popis pjesama
Sve pjesme napisali su Annie Lennox i David A. Stewart osim gdje je drukčije navedeno.
1. "Would I Lie to You?" - 4:25
2. "There Must Be an Angel (Playing with My Heart)" - 5:22
3. "I Love You Like a Ball and Chain" - 4:04
4. "Sisters Are Doin' It for Themselves" (s Arethom Franklin) - 5:54
5. "Conditioned Soul" - 4:30
6. "Adrian" - 4:29
7. "It's Alright (Baby's Coming Back)" - 3:45
8. "Here Comes That Sinking Feeling" - 5:40
9. "Better to Have Lost in Love (Than Never to Have Loved at All)" - 5:06

Dodatne pjesme na izdanju iz 2005.
1. "Grown Up Girls" - 4:13
2. "Tous les garçons et les filles" (Françoise Hardy, Roger Samyn) - 3:25
3. "Sisters Are Doin' It for Themselves" (s Arethom Franklin) (ET Mix) - 7:48
4. "Would I Lie to You?" (ET Mix) - 4:55
5. "Conditioned Soul" (Live) - 5:08
6. "Hello, I Love You" (Jim Morrison, Robby Krieger, Ray Manzarek, John Densmore) - 2:51